# Analisi della minaccia
L'analisi della minaccia è un metodo applicato alla criminologia per determinare la fonte pericolosa per il quale un bene materiale, morale o giuridico potrebbe subire un danno.

## La minaccia
Dicesi minaccia «la fonte capace di produrre deliberatamente un danno alla res, in antagonismo al titolare». La minaccia può essere un individuo, un gruppo sociale o un oggetto. Caratteristiche minacciose sono la dinamicità e la relatività. La dinamicità si riferisce alla capacità di provocare delle reazioni verso il titolare; la relatività implica che, in contesti differenti, le minacce rispondono a teorie differenti.
Le minacce sono classificate in base a tre categorie:
- di origine naturale (catastrofi, terremoti, alluvioni) sulle quali non è possibile incidere a livello privato;
- di origine casuale (disastri aerei, incidente nucleare, caduta meteoriti) sulle quali è possibile fornire una risposta limitata alla prevenzione, all'emergenza ed al ripristino;
- di origine deliberata (bombardamenti, azioni di guerra, terrorismo) sulle quali è possibile intervenire sulle cause per ridurne la minaccia.

## Indicatori di analisi

### Situazione
La relazione tra titolare della res (B) e minaccia (M) è di tipo percettivo in quanto essenzialmente vincolata al timore che questi percepisce in una data situazione (Si). Si veda la seguente formula:
La sicurezza di una res è uguale alla combinazione tra minaccia e situazione.

### Vulnerabilità
La vulnerabilità è uguale alla combinazione tra minaccia e res in una situazione data.
Le vulnerabilità si distinguono in oggettive dipendono dalla res e dalla situazione, quelle soggettive dipendono dalla minaccia. La vulnerabilità della res, ad es., influenza la gravità del danno; quelle offerte dalla situazione influenzano la motivazione del titolare; quelle offerte dalla minaccia influenzano le probabilità del danno.

### Danno
Il danno «nasce dall'incontro tra minaccia e res da proteggere, attraverso la vulnerabilità offerta dalla situazione». L'analisi del danno si concentra su due elementi: la possibilità e la gravità. La possibilità si misura tramite l'analisi del rischio. La gravità si misura su una scala di valori che procede tra lo zero e il danno massimo.

### Rischio
Il rischio è uguale al rapporto tra minaccia e sicurezza. Non bisogna confondere il rischio con la minaccia. Mentre questa indica la fonte di pericolo, il rischio è la verosimiglianza che il danno si verifichi. Il rischio a sua volta si suddivide in “rischio di danno” e “rischio di fallibilità” che si riferisce al fatto che i sistemi di sicurezza sono soggetti alla possibilità di fallire o di disfunzionare.

## Teorie sull'analisi della minaccia
Vi sono diverse teorie che spiegano la minaccia. Secondo la teoria giudiziale la minaccia si spiega dal concorso della motivazione dell'agente (Mo), della sua capacità (C) e dell'opportunità di compiere l'atto (O). Secondo la teoria bellica è sufficiente la valutazione della capacità in quanto da questa hanno origine sia le motivazioni che le opportunità. Secondo la teoria sociologica, invece, motivazione ed opportunità sono preponderanti in quanto la capacità è un valore scontato. Altre teorie come, ad es., quella “di campo” considerano anche altri fattori come la personalità dell'agente (P), l'ambiente (A) ed il tempo (T):
- ambiente locale (planimetria, organizzazione, produzione, relazioni, etc.)
- ambiente globale (economia, legislazione, morfologia, topografia, etc.)
- fasi temporali
  - prima
  - durante
  - dopo

## Metodologia
L'analisi della minaccia utilizza diversi metodi a seconda dei bonus e dei malus di ciascuna: probabilistico, competitivo ed organizzato.
- L'approccio probabilistico cerca di analizzare la minaccia tramite l'ausilio della balistica, delle scienze attuariali e l'analisi dei sistemi di sicurezza. Fasi del metodo sono:

1. individuazione delle minacce potenziali
2. stima della probabilità di accadimento
3. individuazione dei danni potenziali
4. calcolo degli indici di rischio
5. scelta delle difese

Bonus: aver stimolato lo sviluppo di metodi analitici e di razionalizzazione costi opportunità
Malus: l'esistenza di diversi modelli matematici è causa della relatività del sistema
- L'approccio competitivo considera le combinazioni ottenibili tra comportamenti, motivazioni e capacità dell'agente in relazione alle debolezze del sistema di sicurezza. Fasi del metodo sono:

1. analisi degli aggressori
2. valutazione degli obiettivi
3. identificazione delle debolezze del sistema
4. calcolo del danno
5. scelta delle difese

Bonus: tiene conto dell'elemento umano
Malus: difficoltà di correlare l'estrema variabilità del comportamento umano con le griglie di valutazione
- L'approccio organizzativo parte dalla considerazione che, data l'estrema imprevedibilità delle minacce, è più conveniente concentrare l'attenzione sulla razionalizzazione delle difese. Fasi sono:

1. individuazione dei possibili obiettivi
2. individuazione delle minacce
3. individuazione delle modalità con le quali le minacce colpiscono i propri obiettivi
4. scelta delle difese

Bonus: è ideale per le situazioni a rischio elevato
Malus: obbliga l'analista ad elevare sempre di più il livello di minaccia con il rischio di overkilling